# Neutralidade dos cristadelfianos
Embora a igreja Cristadelfiana não seja numericamente significativa tirando em alguns países que falam Inglês, por exemplo, no Malawi e na Austrália, o significado histórico da posição dos Cristadelfianos relativamente à objecção de consciência, pacifismo e neutralidade tem atraído o interesse de sociólogos e historiadores das liberdades civis.
A posição de destaque do Christadelfianismo em relação ao governo e à sociedade em tempos de guerra e de paz foi de particular interesse para o filósofo Britânico Bertrand Russell.

## História
Embora os Cristadelfianos já existissem como um movimento informal desde 1848, foi a introdução do serviço militar obrigatório na guerra civil nos Estados Unidos em 1863 que fez com que o grupo se formalizasse como uma igreja registada. O grupo foi uma das várias denominações protestantes que solicitaram e obtiveram o estatuto de objectores de consciência, tanto no norte como no sul. Na Inglaterra, a questão do estatuto do combatente não veio senão em 1914. O governo Britânico era muito menos tolerante com pacifistas que o governo norte-americano, e alguns cristãos foram enviados em barcos para França, onde foram submetidos a uma tribunal militar e depois foram fuzilados. No entanto, os Cristadelfianos Britânicos organizaram uma petição, apresentando o seu caso, que foi apresentado à Câmara dos Comuns por um político Quaker e finalmente foi aceite. Isso também ajudou a posição dos Cristadelfianos no Canadá e na Austrália. Na Segunda Guerra Mundial e, depois, os Cristadelfianos devido à guerra do Vietnam foram convocados a comparecer perante os tribunais, mas geralmente foi aceite como verdadeiro caso de consciência.

### Objectores de Consciência
Os Cristadelfianos não usam armas nem prestam serviço militar, pois como já foi referido consideram-se peregrinos na Terra e o Senhor Jesus Cristo a quem afirmam seguir ensinou que não se deve recorrer à violência mas amar o próximo e orar pelos que os perseguem (Mateus 5:43-44). Por tomarem esta posição e por tentarem manter-se fiéis à Bíblia os Cristadelfianos foram alvos de perseguições pelos Nazis, União Soviética e no presente também sofrem muitas afrontas mas nunca usam de violência e não retribuem mal por mal.
Usam os seguintes versículos para defender a sua posição:
- Mateus 5:38-39 Ouvistes que foi dito: Olho por olho, dente por dente. Eu, porém, vos digo: não resistais ao perverso; mas, a qualquer que te ferir na face direita, volta-lhe também a outra."
- Mateus 5:43-44 Ouvistes que foi dito: Amarás o teu próximo e odiarás o teu inimigo. Eu, porém, vos digo: amai os vossos inimigos e orai pelos que vos perseguem;"
- Mateus 26:52 Então, Jesus lhe disse: Embainha a tua espada; pois todos os que lançam mão da espada à espada perecerão."
- Romanos 12:19 não vos vingueis a vós mesmos, amados, mas dai lugar à ira; porque está escrito: A mim me pertence a vingança; eu é que retribuirei, diz o Senhor."
- 1 Tessalonicenses 5:15 Evitai que alguém retribua a outrem mal por mal; pelo contrário, segui sempre o bem entre vós e para com todos."
- 1 Pedro 2:20-23 Porquanto para isto mesmo fostes chamados, pois que também Cristo sofreu em vosso lugar, deixando-vos exemplo para seguirdes os seus passos, o qual não cometeu pecado, nem dolo algum se achou em sua boca; pois ele, quando ultrajado, não revidava com ultraje; quando maltratado, não fazia ameaças, mas entregava-se àquele que julga retamente..."
- João 18:36 Respondeu Jesus: O meu reino não é deste mundo. Se o meu reino fosse deste mundo, os meus ministros se empenhariam por mim, para que não fosse eu entregue aos judeus; mas agora o meu reino não é daqui."

## Neutralidade

### Bases da posição
Os Cristadelfianos consideram-se "peregrinos no Mundo" por isso não votam nem "apoiam os governos humanos que actualmente existem na terra e que irão ser substituidos pelo Reino de Deus dentro em breve". Eles afirmam que tentar seguir o modelo das primeiras comunidades Cristãs do primeiro século, baseando-se na Bíblia assim como fazem para todas as outras doutrinas. A neutralidade é fundamental pois se votassem ou participassem noutras actividades ligadas aos governos humanos que violam a lei de Javé mostrariam parcialidade e não seriam genuínos na sua pregação e crença no Reino de Deus, seriam encontrados lutando contram Deus.
Os seguintes versículos bíblicos são usados para apoiar a sua posição:
- Hebreus 11:13 - "Todos estes morreram na fé, sem ter obtido as promessas; vendo-as, porém, de longe, e saudando-as, e confessando que eram estrangeiros e peregrinos sobre a terra."
- João 17:16 - "Eles não são do mundo, como também eu não sou."
- Mateus 6:33 - "buscai, pois, em primeiro lugar, o seu reino e a sua justiça"
- João 6:15 - "Sabendo, pois, Jesus que estavam para vir com o intuito de arrebatá-lo para o proclamarem rei, retirou-se novamente, sozinho, para o monte."
- João 18:36 - "Respondeu Jesus: O meu reino não é deste mundo. Se o meu reino fosse deste mundo, os meus ministros se empenhariam por mim, para que não fosse eu entregue aos judeus; mas agora o meu reino não é daqui."

Visto que mantêm que o Reino de Deus virá não por força humana mas pelo "cumprimento das promessas de Deus", os Cristadelfianos esperam com paciência a vinda desse Reino Milenar não usam da força para converter as pessoas. Tentando levar as suas vidas o melhor que podem "seguindo os passos do [seu] Mestre, Jesus Cristo" para que um dia sejam encontrados "dignos de herdar esse Reino que lhes foi prometido."

### "O Mundo Actual"
Os Cristadelfianos crêem que o actual mundo, com a sua sociedade e instituições governamentais, militares, comerciais e religiosas, estão sob o controlo da carne (do pecado) a quem Jesus se referiu como "o governante do mundo" (João 14:30). Só assim, dizem, se pode explicar a oferta que o Diabo fez a Jesus e que ele prontamente rejeitou, pois não iria usar o poder que recebeu para estabelecer o reino naquela altura sem passar pela crucificação não fazendo a vontade do Pai:
- Lucas 4:5–8: "E, elevando-o, mostrou-lhe, num momento, todos os reinos do mundo. Disse-lhe o diabo: Dar-te-ei toda esta autoridade e a glória destes reinos, porque ela me foi entregue, e a dou a quem eu quiser. Portanto, se prostrado me adorares, toda será tua. Mas Jesus lhe respondeu: Está escrito: Ao Senhor, teu Deus, adorarás e só a ele darás culto."

Eles crêem que o reino tinha sido prometido a Jesus como provam através de todas as profecias como em Génesis 3:15, e a promessas feitas a Abraão, Isaque, Jacó e David. O Anjo também disse a Maria que "Este será grande e será chamado Filho do Altíssimo; Deus, o Senhor, lhe dará o trono de Davi, seu pai", Lucas 1:32. Mas o reino não era para ser estabelecido na primeira vinda, Jesus primeiro veio com Cordeiro de Deus, e seria sacrificado. Se estabelecesse o reino aquando da tentação não faria a vontade de Javé e isso seria um acto da adoração ao diabo.
Entendem que o governo do mundo está sobe o controle de Deus, mas que foi permitido aos homens governá-lo por certo tempo, que se estende por milénios. Portanto, argumentam que qualquer que seja a facção que alguém apóie na actualidade, estará sempre a apoiar o inimigo de Deus. Usam os versículos alistados abaixo para provar que o actual mundo é governado pelo pecado que reside na humanidade que se apresenta sob a forma de indivíduos, governos civis e eclesiáticos, etc.:
Usam os seguintes versículos Bíblicos para provar que Deus é que coloca no poder quem quer:
- Daniel 4:17 "A fim de que conheçam os viventes que o Altíssimo tem domínio sobre o reino dos homens; e o dá a quem quer e até ao mais humilde dos homens constitui sobre eles."
- Daniel 4:17 "Serás expulso de entre os homens, e a tua morada será com os animais do campo; e far-te-ão comer ervas como os bois, e passar-se-ão sete tempos por cima de ti, até que aprendas que o Altíssimo tem domínio sobre o reino dos homens e o dá a quem quer."
- Isaías 37:16 "Ó SENHOR dos Exércitos, Deus de Israel, que estás entronizado acima dos querubins, tu somente és o Deus de todos os reinos da terra; tu fizeste os céus e a terra."
- Jeremias 27:4-5 "E lhes darás uma mensagem para seus senhores, dizendo: Assim diz o SENHOR dos Exércitos, o Deus de Israel: Assim direis a vossos senhores: Eu fiz a terra, o homem e os animais que estão sobre a face da terra, pelo meu grande poder e com o meu braço estendido, e os dou a quem me agrada.(RC)"
- 2 Coríntios 4:3-4 "Mas, se o nosso evangelho ainda está encoberto, é para os que se perdem que está encoberto, 4 nos quais o deus deste século cegou o entendimento dos incrédulos, para que lhes não resplandeça a luz do evangelho da glória de Cristo, o qual é a imagem de Deus."

Eles proclamam que "o deus deste século" ou era de governo humano é o pecado que reina no coração dos homens pois a tentação vem de dentro e não do exterior, que pretendem provar através das seguintes passagens bíblicas:
- Tiago 1:13-14 "Ninguém, ao ser tentado, diga: Sou tentado por Deus; porque Deus não pode ser tentado pelo mal e ele mesmo a ninguém tenta. Ao contrário, cada um é tentado pela sua própria cobiça, quando esta o atrai e seduz. Então, a cobiça, depois de haver concebido, dá à luz o pecado; e o pecado, uma vez consumado, gera a morte."
- Mateus 15:18-20 "Mas o que sai da boca vem do coração, e é isso que contamina o homem. Porque do coração procedem maus desígnios, homicídios, adultérios, prostituição, furtos, falsos testemunhos, blasfêmias. São estas as coisas que contaminam o homem."
- Jeremias 17:9 "Enganoso é o coração, mais do que todas as coisas, e desesperadamente corrupto;"
- Génesis 6:5 "Viu o SENHOR que a maldade do homem se havia multiplicado na terra e que era continuamente mau todo desígnio do seu coração;"
- Génesis 6:13 "Então, disse Deus a Noé: Resolvi dar cabo de toda carne, porque a terra está cheia da violência dos homens; eis que os farei perecer juntamente com a terra."
- Génesis 8:21 "Não tornarei a amaldiçoar a terra por causa do homem, porque é mau o desígnio íntimo do homem desde a sua mocidade"
- Jeremias 65:2 "Estendi as mãos todo dia a um povo rebelde, que anda por caminho que não é bom, seguindo os seus próprios pensamentos;"

### Submissão às autoridades humanas
Os Cristadelfianos acreditam que emboram os actuais governos estejam em oposição ao propósito divino, existem porque Javé permitiu aos homens ter os seus governos por certo tempo. Estes, dentro em breve, serão esmiuçados da terra e substituídos pelo Reino de Deus. Os Cristadelfianos são bons cidadãos e colaboram em actividades para o bem da sociedade em que se inserem, mas não participam em qualquer actividade que os torne parciais e em que se oponham ao propósito Deus, por isso não ingressam em profissões ligadas ao governo como por exemplo, no exército, forças policiais ou de segurança. Também não trabalhariam em unidades de fabrico de munições.

### Política
Os Cristadelfianos não se envolvem na política porque segundo a sua fé, nenhum governo humano poderá melhorar a situação do mundo. Segundo o ensinamento dos Cristadelfianos os males do mundo só serão solucionados com a vinda do Reino de Deus. Por exemplo, em Isaías 25:8 e Apocalipse 21:4 dizem quem a morte não mais existirá. Pois no final dos mil anos do reindado de Cristo, a morte será destruída para sempre (simbolizado pelo lago de fogo).
- Lucas 22:25"Mas Jesus lhes disse: Os reis dos povos dominam sobre eles, e os que exercem autoridade são chamados benfeitores. Mas vós não sois assim; pelo contrário, o maior entre vós seja como o menor; e aquele que dirige seja como o que serve".

### Sujeição e conflito com o que diz a Bíblia
Os Cristadelfianos dizem que seguem a mesma atitude dos primeiros Cristãos, sujeitando-se às autoridades, pagam impostos, são cidadãos ordeiros e esforçam-se por dar bom exemplo aos que os rodeiam e estão sempre prontos para toda boa obra.
Versículos Bíblicos:
- «Todo homem esteja sujeito às autoridades superiores; porque não há autoridade que não proceda de Deus; e as autoridades que existem foram por ele instituídas.De modo que aquele que se opõe à autoridade resiste à ordenação de Deus; e os que resistem trarão sobre si mesmos condenação. Pagai a todos o que lhes é devido: a quem tributo, tributo; a quem imposto, imposto; a quem respeito, respeito; a quem honra, honra.» (Romanos 13:1–2, 7)
- «Lembra-lhes que se sujeitem aos que governam, às autoridades; sejam obedientes, estejam prontos para toda boa obra.» (Tito 3:1)
- «Sujeitai-vos a toda instituição humana por causa do Senhor, quer seja ao rei, como soberano, quer às autoridades, como enviadas por ele, tanto para castigo dos malfeitores como para louvor dos que praticam o bem.» (I Pedro 2:13–14)
- «Disse-lhes, então, Jesus: Dai a César o que é de César e a Deus o que é de Deus.» (Marcos 12:17)

Quando o que autoridades pedem entra em conflito com o que ensina a Bíblia eles acreditam que se seguem o exemplo dos apóstolos de Jesus Cristo:
- «Se é justo, à vista de Deus, escutar antes a vós do que a Deus, julgai-o vós mesmos. Mas, quanto a nós, não podemos parar de falar das coisas que vimos e ouvimos.» (Atos 4:19–20)
- «Antes, importa obedecer a Deus do que aos homens.» (Atos 5:27–29)

### Websites Cristadelfianos
- Cristadelfianos Site em Português
- The Christadelphians.org Site em Inglês
- Misión Biblica Cristadelfiana Site em Espanhol
- BTDF- para Cristadelfianos, Ex-cristadelfianos, Outros Cristãos,para debate e estudo Bíblico em conjunto. Na maior parte em Inglês mas contém secções em outras línguas nomeadamente Português.
- Open Bible Forum- Estudo Bíblico,discussão e debate, brevemente em português também.